# 李阳 (少将)
李阳（？—），男，少将军衔。2015年7月，任中国人民解放军四川省军区政治部主任。2017年，任中国人民解放军四川省军区副政委。2018年5月，任中国人民解放军陕西省军区政委。2021年6月，任中共陕西省委常委、省军区政委。2022年5月，卸任中共陕西省委常委。